# Johann Hieronymi
Johann Hieronymi (* 1646; † 1705) war ein deutscher Arzt, herzoglicher Hofarzt zu Wolfenbüttel und Mitglied der Gelehrtenakademie „Leopoldina.“
Johann Georg Hieronymi studierte Medizin an der Universität Helmstädt. Hier wurde er im Jahr 1672 bei Heinrich Rixner promoviert. Er wurde herzoglicher Hofarzt zu Wolfenbüttel. Am 15. August 1682 wurde Johann Hieronymi mit dem Beinamen AETIUS I. als Mitglied (Matrikel-Nr. 107) in die Leopoldina aufgenommen.

## Schriften
- mit Heinrich Rixner: Disputatio Physica De Temperamento, Henning Müller, Helmstädt 1672.